# Daisuke Tsuda
 (juin 2010).
Si vous disposez d'ouvrages ou d'articles de référence ou si vous connaissez des sites web de qualité traitant du thème abordé ici, merci de compléter l'article en donnant les références utiles à sa vérifiabilité et en les liant à la section « Notes et références ».
Daisuke Tsuda (津田 大輔, Tsuda Daisuke, né le 13 septembre 1977 a Tōkyō) est un chanteur japonais, connu comme étant le chanteur du groupe J-punk Maximum the Hormone, dont il est l'un des membres fondateurs.

## Biographie
Daisuke était, avec Nao, l'un des membres fondateurs du groupe. Daisuke a chanté avec Nao, jusqu’à ce qu’il divise son rôle avec Ryo, qui lui chantait et jouait à la guitare.

## Influences
- Pantera
- Green Day
- Lip Cream
- Slayer